# Humphreys County (Tennessee)
Humphreys County ist ein County im Bundesstaat Tennessee der Vereinigten Staaten. Das U.S. Census Bureau hat bei der Volkszählung 2020 eine Einwohnerzahl von 18.990 ermittelt. Der Verwaltungssitz (County Seat) ist Waverly.

## Geographie
Das County liegt nordwestlich des geographischen Zentrums von Tennessee und hat eine Fläche von 1442 Quadratkilometern, wovon 63 Quadratkilometer Wasserfläche sind. Es grenzt im Uhrzeigersinn an folgende Countys: Houston County, Dickson County, Hickman County, Perry County und Benton County.

## Geschichte
Humphreys County wurde am 18. Oktober 1809 aus Teilen des Stewart County gebildet. Benannt wurde es nach Parry Wayne Humphreys, einem Mitglied im Repräsentantenhaus für Tennessee, Richter und Mitglied im 13. Kongress der Vereinigten Staaten.

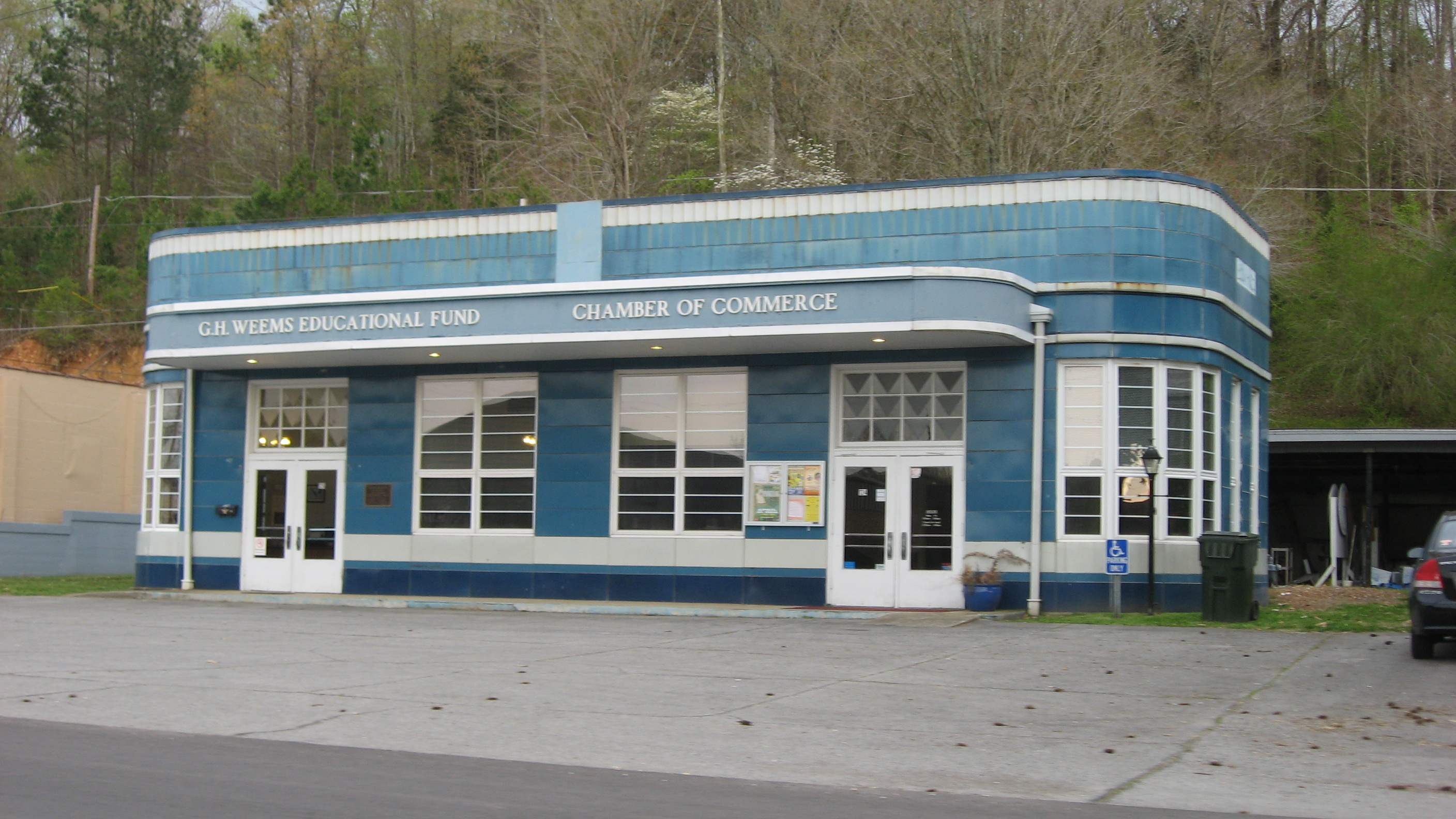
Das Greyhound Half-Way House ist einer von zehn Einträgen des Countys im NRHP.

Zehn Bauwerke und Stätten des Countys sind im National Register of Historic Places (NRHP) eingetragen (Stand 17. August 2018).

## Demografische Daten

Alterspyramide Humphreys County

Nach der Volkszählung im Jahr 2000 lebten im Humphreys County 17.929 Menschen in 7.238 Haushalten und 5.146 Familien. Die Bevölkerungsdichte betrug 13 Einwohner pro Quadratkilometer. Ethnisch betrachtet setzte sich die Bevölkerung zusammen aus 95,52 Prozent Weißen, 2,94 Prozent Afroamerikanern, 0,27 Prozent amerikanischen Ureinwohnern, 0,26 Prozent Asiaten, 0,01 Prozent Bewohnern aus dem pazifischen Inselraum und 0,16 Prozent aus anderen ethnischen Gruppen; 0,85 Prozent stammten von zwei oder mehr Ethnien ab. 0,83 Prozent der Bevölkerung waren spanischer oder lateinamerikanischer Abstammung.
Von den 7.238 Haushalten hatten 30,3 Prozent Kinder und Jugendliche unter 18 Jahre, die bei ihnen lebten. 57,3 Prozent waren verheiratete, zusammenlebende Paare, 10,2 Prozent waren allein erziehende Mütter und 28,9 Prozent waren keine Familien. 25,0 Prozent waren Singlehaushalte und in 10,6 Prozent lebten Personen im Alter von 65 Jahren oder darüber. Die Durchschnittshaushaltsgröße betrug 2,44 und die durchschnittliche Haushaltsgröße betrug 2,90 Personen.
23,9 Prozent der Bevölkerung waren unter 18 Jahre alt, 7,6 Prozent zwischen 18 und 24, 27,5 Prozent zwischen 25 und 44, 26,2 Prozent zwischen 45 und 64 und 14,8 Prozent waren älter als 65. Das Durchschnittsalter betrug 39 Jahre. Auf 100 weibliche Personen kamen statistisch 96,8 männliche Personen und auf 100 Frauen im Alter von 18 Jahren und darüber kamen 93,1 Männer.
Das jährliche Durchschnittseinkommen eines Haushalts betrug 35.786 USD, das Durchschnittseinkommen der Familien betrug 42.129 USD. Männer hatten ein Durchschnittseinkommen von 31.657 USD, Frauen 20.736 USD. Das Prokopfeinkommen betrug 17.757 USD. 7,6 Prozent der Familien und 10,8 Prozent der Einwohner lebten unterhalb der Armutsgrenze.